# Space music
Il concetto di space music viene usato per indicare una musica di stampo ambientale, spesso incentrata sui suoni dei sequencer e dei sintetizzatori, che tenta di rievocare lo spazio, facendo uso di sonorità eteree e spesso allacciandosi alle teorie cosmologiche e di armonia universale che caratterizzano il pensiero New Age.
Fra gli artisti citati come autori e realizzatori di space music vi sono Jean-Michel Jarre, Steve Roach Vangelis e Isao Tomita.

## Storia

### Anticipatori

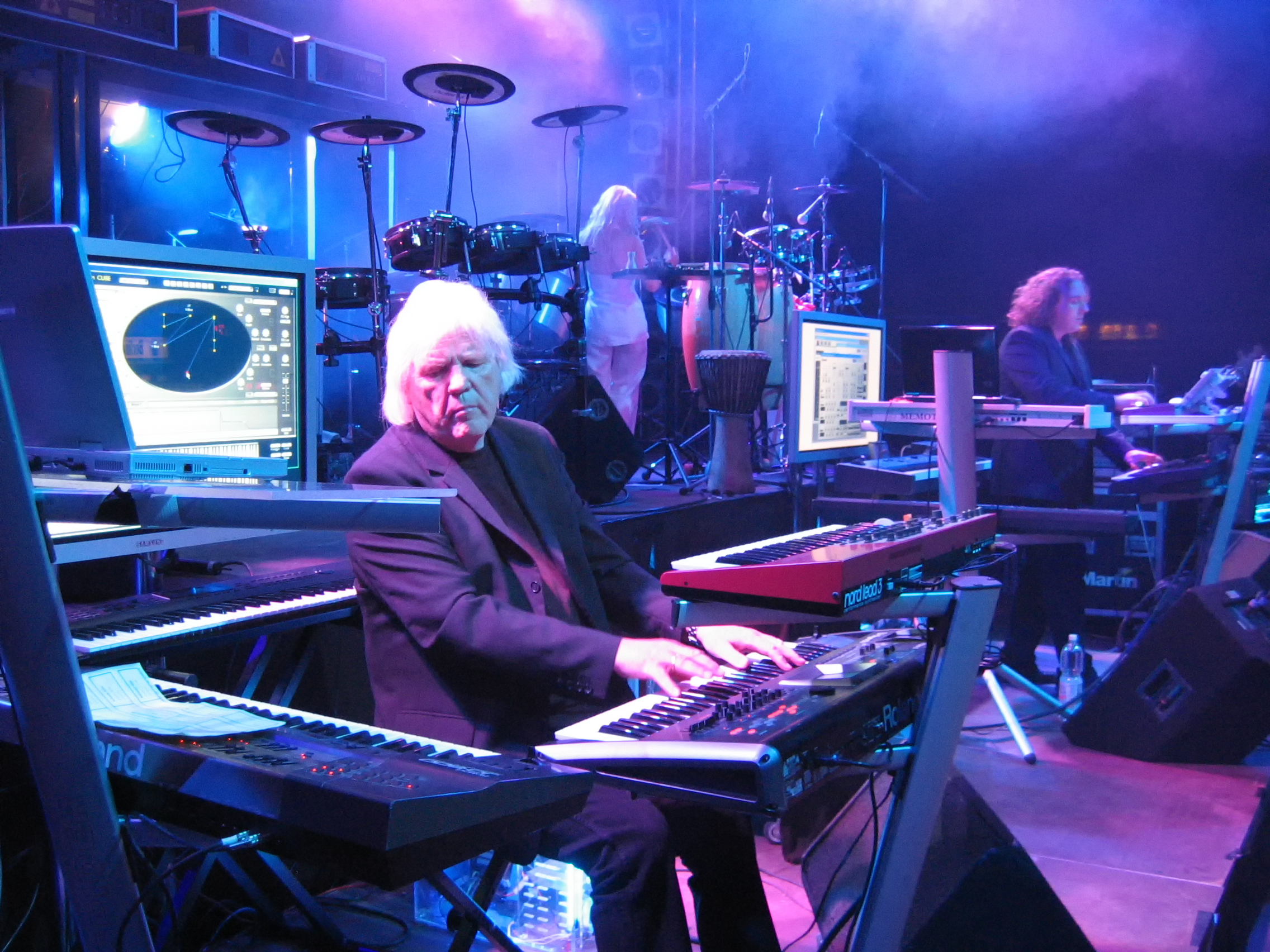
I Tangerine Dream

La musica cosmica o più precisamente musica universale ebbe quale primissimo teorico il filosofo greco Pitagora, che associò alla velocità di rotazione dei pianeti del sistema solare l'altezza di una particolare nota. Le sue concezioni vennero più tardi riprese e approfondite da Keplero, che abbinò a ciascun pianeta una melodia.
Le origini della space music includono gli esperimenti di Karlheinz Stockhausen, quelli del jazzista Sun Ra e le composizioni di artisti space age pop come Esquivel, autore di una musica leggera vagamente ispirata al cosmo.
Pur essendo stilisticamente diverso rispetto al genere new age, lo space rock, ispirato psichedelia ed alla fantascienza emerso nella seconda metà degli anni sessanta, trattava il tema dello spazio in ambito popular. Tra coloro che sono considerati i massimi esponenti di in tale stile vi sono gli Hawkwind, i Gong e i Pink Floyd. Nel medesimo ambito si è anche cimentato, con una certa fortuna e seppur per un breve periodo, anche David Bowie nel suo Space Oddity (1969). L'artista britannico continuerà ad affrontare temi fantascientifici nelle sue canzoni, abbracciando però altri generi musicali.

### Sviluppi e diffusione
Rientrano nella space music anche artisti tedeschi come Klaus Schulze e i Tangerine Dream, facenti parte della corrente krautrock, affermatasi in Germania durante gli anni settanta.
Benché non definisca le caratteristiche dello stile, AllMusic ha classificato come "space" artisti elettronici e new age con retroscena e finalità molto diverse. Tra questi vi sono quelli scritturati dall'etichetta Hearts of Space Records come Constance Demby, che ha approfondito il lato "cosmico" della new age da più punti di vista, da quello austero di Sacred Space Music a quello solenne di Novus Magnificat (1986), da tanti considerato l'album più importante della new age tutta, Michael Stearns Steve Roach, e Robert Rich. La new age cosmica conta inoltre artisti come Mychael Danna, Maryanne Amacher, Jonn Serrie e altri artisti più pop e rock in spirito come il greco Vangelis, il cui repertorio ripropone le sonorità di tali artisti tedeschi seppur in un'ottica più commerciale, il francese Jean-Michel Jarre, diventato celebre grazie al suo Oxygène (1976) e il quarto movimento estratto da tale album e il giapponese Isao Tomita, noto per le sue rivisitazioni in chiave elettronica di partiture classiche.
Pur essendosi specializzato nella musica d'ambiente di sua invenzione, che differisce in spirito e intenti rispetto alla new age, Brian Eno pubblicò, almeno un album di space music, ovvero Apollo: Atmospheres and Soundtracks (1983), considerato un classico della musica d'atmosfera.
Più recentemente, la space music ha trovato modo di esprimersi attraverso l'ambient house, come confermano ad esempio le lunghe tracce psichedeliche degli Orb.